# Sauvagnat
Sauvagnat é uma comuna francesa na região administrativa de Auvérnia-Ródano-Alpes, no departamento Puy-de-Dôme. Estende-se por uma área de 22,89 km². Em 2010 a comuna tinha 137 habitantes (densidade: 6 hab./km²).